# Gig Young
Gig Young, właśc. Byron Elsworth Barr (ur. 4 listopada 1913 w St. Cloud, zm. 19 października 1978 w Nowym Jorku) – amerykański aktor. 
Odtwórca roli Rocky’ego Gravo w dramacie psychologicznym Sydneya Pollacka Czyż nie dobija się koni? (1969), za którą zdobył Oscara dla najlepszego aktora drugoplanowego i Złoty Glob dla najlepszego aktora drugoplanowego, a także był nominowany do Nagrody BAFTA dla najlepszego aktora drugoplanowego. Był także nominowany do Oscara dla najlepszego aktora drugoplanowego za rolę Boyda Copelanda w dramacie Come Fill the Cup (1951) i doktora Hugo Pine’a w komedii romantycznej George’a Seatona Prymus (1958).

## Życiorys
Urodził się w St. Cloud w stanie Minnesota jako syn Emmy Clements Dingman i Johna Earla Barrów. Dorastał wraz ze starszym bratem Donaldem Earlem i starszą siostrą Genevieve Susan w Waszyngtonie, gdzie jego ojciec był szefem kuchni w poprawczaku. Uczęszczał do liceum McKinley, gdzie występował w szkolnych przedstawieniach i rozwinęła się w nim pasja do aktorstwa. Po ukończeniu szkoły średniej pracował jako sprzedawca samochodów używanych i wieczorami uczył się aktorstwa. Przeniósł się do Hollywood, gdy przyjaciel zaproponował mu podwózkę, jeśli zapłaci połowę ceny benzyny. Po pewnym doświadczeniu amatorskim złożył podanie i otrzymał stypendium do słynnego Pasadena Playhouse.
Po raz pierwszy pojawił się na ekranie jako osoba chodząca po podłodze w komedii Williama Beaudine’a Niegrzeczni mężowie (Misbehaving Husbands, 1940) z Betty Blythe. W 1953 zadebiutował na Broadwayu w roli Arthura Turnera w komedii Och, mężczyźni! Och, kobiety!.
8 lutego 1960 otrzymał własną gwiazdę w Alei Gwiazd w Los Angeles znajdującą się przy 6821 Hollywood Boulevard.
W 1976 został zaangażowany jako aktor głosowy przez Aarona Spellinga, by użyczył głosu tajemniczemu milionerowi, Charliemu Townsendowi w serialu Aniołki Charliego. Jednak alkoholizm Younga uniemożliwił mu odegranie tej roli i w ostatniej chwili zastąpił go John Forsythe.

## Życie prywatne
Young był pięć razy żonaty. Jego pierwsze małżeństwo z Sheilą Stapler, koleżanką z Pasadena Playhouse, trwało siedem lat od 2 sierpnia 1940 i zakończyło się 18 sierpnia 1949. 29 grudnia 1950 poślubił Sophie Rosenstein, instruktorkę aktorstwa w Paramount Pictures, która była o kilka lat starsza od Younga. Wkrótce zdiagnozowano u niej nowotwór złośliwy i zmarła niecałe dwa lata po ślubie pary 11 listopada 1952. Przez pewien czas był zaręczony z aktorką Elaine Stritch. Young poznał aktorkę Elizabeth Montgomery na planie odcinka serialu Warner Brothers Presents – pt. „Siege” (1956), a para pobrała się 28 grudnia 1956. W styczniu 1963 Montgomery rozwiodła się z Youngiem z powodu jego alkoholizmu. 18 września 1963 Young poślubił swoją czwartą żonę, agentkę nieruchomości Elaine Williams. Williams była wówczas w ciąży i 21 kwietnia 1964 urodziła córkę Jennifer. Po trzech latach małżeństwa, 23 listopada 1966 para rozwiodła się. Young zaprzeczył, że Jennifer jest jego biologicznym dzieckiem. Po pięciu latach batalii sądowych z Williams o alimenty, Young przegrał sprawę. 27 września 1978 Young, w wieku 64 lat, poślubił swoją piątą żonę, 31–letnią redaktorkę niemieckiego magazynu Kim Schmidt, którą poznał w Hongkongu podczas pracy nad dramatem sensacyjnym Roberta Clouse’a Gra śmierci z udziałem Bruce’a Lee.

### Śmierć
19 października 1978, trzy tygodnie po ślubie z Kim Schmidt, para została znaleziona martwa w swoim mieszkaniu w The Osborne na Manhattanie. Policja przypuszczała, że Young zastrzelił żonę, a następnie siebie. Younga znaleziono twarzą w dół na podłodze w sypialni, z pistoletem Smith & Wesson kalibru 38 w dłoni. Jego żonę znaleziono twarzą w dół obok niego. Young najwyraźniej postrzelił się w usta, a kula wyszła z tyłu głowy. Jego żona została postrzelona w tył głowy. Nie znaleziono listu pożegnalnego.
Motyw zabójstwa żony i samobójstwa Younga nigdy nie został odkryty. Policja poinformowała, że istniał pamiętnik otwarty do 27 września, w którym zapisano „pobraliśmy się dzisiaj”. Para prawdopodobnie zginęła około godziny 14.30, kiedy pracownik budynku usłyszał strzały, a ich ciała znaleziono pięć godzin później. Young był niegdyś pod opieką psychologa i psychoterapeuty, któremu później odebrano licencję lekarską w Kalifornii w związku z oskarżeniami o naruszenia etyki zawodowej i niewłaściwe postępowanie wobec pacjentów.

## Filmografia
- 1941: Sierżant York jako maszerujący żołnierz
- 1943: Mściwy jastrząb jako porucznik Williams
- 1948: Trzej muszkieterowie jako Portos
- 1951: Only the Valiant jako porucznik Bill Holloway
- 1953: Arena jako Hob Danvers
- 1954: Okno na podwórze jako redaktor Jeffa
- 1955: Godziny rozpaczy jako Chuck Wright
- 1958: Prymus jako dr Hugo Pine
- 1959: Jak zdobyć męża jako Evan Doughton
- 1962: Kid Galahad jako Willy Grogan
- 1962: Alfred Hitchcock przedstawia jako John „Jack” „Duke” Marsden
- 1969: Czyż nie dobija się koni? jako Rocky Gravo
- 1974: Dajcie mi głowę Alfredo Garcii jako Johnny Quill
- 1975: Elita zabójców jako Lawrence Weyburn
- 1975: Hindenburg jako Edward Douglas
- 1978: Gra śmierci jako Jim Marshall